# Seznam míst v Letopisech Narnie
Toto je seznam míst z knižní série Letopisy Narnie C. S. Lewise.
Děj knihy se odehrává v našem světě a čtyřech fiktivních (Les mezi světy, Charn, Narnie a posmrtná říše Nová Narnie); tento seznam zahrnuje všechna tato místa. Narnijské království je jen malou částí narnijského světa.

## Les mezi světy
Do lesa mezi světy se přenese člověk pomocí prstenu vyrobeného z Atlantského prachu. Tyto mocné prsteny vytvořil Andrew Kirk a s jejich pomocí do lesa poslal několik morčat, Polly Plummerovou a nakonec tam přinutil jít i jeho synovce Diggoryho (viz kniha Čarodějův synovec). Tam se nachází několik jezírek a cesty z nich vedou do různých světů, ty ve kterých byly děti, se jmenují Narnie, Charn a samozřejmě náš svět, jinak jich je o mnoho více. Člověk který se tam dostane na chvíli zapomene kdo je. Aby se člověk dostal do jezírka musel mít jiný prsten (tentokráte zelený). Les mezi světy je jediné místo kde neměla Jadis moc.

## Nová Narnie
Nová Narnie je analogií posmrtného ráje. Jsou do ní přeneseni Aslanovi věrní po své smrti. Jsou tam všechna krásná místa z původní Narnie, ale nikdo se tam nemůže bát, unavit, utopit atd. Je to "pravá, skutečnější Narnie", protože Narnie, kterou děti znaly původně, byla jen jejím odleskem.
V knize Poslední bitva je psáno, že Nová Narnie a Nová Anglie (kam byly po smrti přeneseni rodiče Pevensiehových) jsou jen výběžky téhož světa. Když se tam děti dostaly, Aslan jim "čím dál méně připadal jako lev - a věci, které se udály pak, byly tak veliké a krásné, že je ani nemohu vypsat." Vstup do Nové Narnie byl pro děti teprve začátkem velkého příběhu, "který trvá věčně a v němž každá kapitola je lepší, než ta předchozí."

### Aslanova hora
Toto místo je zřejmě totožné s Aslanovou zemí; nezaměňovat s Aslanovým vrchem.
Místo, kde Eustác a Jill mluvili s Aslanem na začátku a na konci knihy Stříbrná židle. Zde hovořil s Kaspianem X. poté, co zemřel.
Aslan jim řekl: "Až se tu potkáme znovu, bude to navěky."

## Svět Charn
Jeden z mnoha světů, do kterých se lze dostat skrze Les mezi světy. Když tam Digory a Polly přišli, byl již zničený válkou, jež byla ukončena kouzlem, které uspí vše živé. Zde Digory probudil čarodějnici Jadis, která později sto let vládla v Narnii.

## Svět Narnie

### Archenland
Archenland je malé království mezi Narnijským královstvím a Kalormenem. (KAJCh)

#### Anvard
Hrad a sídlo krále Archenlandu. (KAJCh)

### Kalormen
Kalormen je největší a vojensky nejsilnější říše v narnijském světě. Je to "země otroků a tyranů", kde je se slabými zacházeno zle. Jejich Bůh Taš je ztělesněným zlem a protikladem Aslana. Země provádí válečné výboje vůči okolním slabším královstvím. Je tam velmi ceněno básnické a vypravěčské umění
Nejvíce informací o Kalormenu je v knize Kůň a jeho chlapec.

#### Tašbán
Hlavní město Kalormenu. Nachází se na kopci vyčnívajícím uprostřed řeky a je považován za nejkrásnější město na světě, jeden z divů narnijského světa. Kolem se táhnou zahrady. Na vrcholu kopce je Velký Tašbánský chrám který je zasvěcený Tašovi a od kterého je odvozeno jméno města.
Pod chrámem je tisrokův palác a čím se jde níže, tím méně důležití lidé tam bydlí. Ulice jsou kamenné se mnoha sochami a platí tam jediný dopravní zákon: kdo je důležitější, má přednost. Proto často dochází k zácpám. Tašbán spolu s řekou je dělítkem mezi zeleným jihem a písečným severem země. Na severu se také nachází hrobky, kde se podle pověstí schovávají duchové. Lidé v Tašbánu jsou velice pověrčiví a proto se tam bojí.

### Moře na východ od narnijského království

#### Aslanova země
Když v PJP Lucinka, Edmund, Eustác a Rípčíp (ve filmové verzi i Kaspian) dopluli na nejvýchodnější místo světa, ocitli se na pobřeží s vysokou stěnou z vody, za níž byly mimořádně vysoké hory. Domnívali se, že došli do Aslanovy země, ale Aslan jim řekl, že jeho země jsou hory ležící za vodní stěnou a že z cesty tam není návratu. Rípčíp se přesto rozhodl se tam vydat (v knižní verzi tím probudil spící lordy).
Pojem "Aslanova země" tedy pravděpodobně představuje stejné místo, jako Aslanova hora a Nová Narnie.

#### Dračí ostrov
Zde se loď Jitřní poutník zastavila kvůli opravám. Byl zde nalezen náramek lorda Oktesiána a Eustác Pobuda zde byl dočasně změněn ve draka, což velmi přispělo k nápravě jeho charakteru.

#### Koriakinův ostrov
Takto je ve filmu nazýván ostrov, pojmenovaný v knize Ostrov hlasů.

#### Osamělé ostrovy
Osamělé ostrovy patřily tradičně k Narnii, ovšem v PJP Kaspian zjistil, že jejich místodržitel jeho autoritu neuznává, neplatí daně a podporuje trh s otroky. Proto jej lstí sesadil a dosadil na jeho místo lorda Berna, kterého učinil vévodou.

#### Ostrov hlasů
Ostrov, kde sídlil Koriakin, potrestaná hvězda, a Ťulpodi (jinde: Ňomopodi), jednonozí trpaslíci. V PJP zde přistála loď Jitřní poutník a Ťulpodi, toho času zneviditelnění, s výhrůžkami donutili Lucinku, aby vešla do Koriakinova sídla a přečetla kouzlo, které je zase zviditelní. Název "Ostrov hlasů" odkazuje na Ťulpody, kteří s posádkou mluvili, zatímco byli neviditelní.
Ve filmové verzi zde Koriakin dává hrdinům radu jak porazit zelenou mlhu: položit sedm mečů na stůl na Rámandúově ostrově ostrově.

#### Ostrov Mrtvých vod
Ostrov s kouzelným jezírkem, jehož voda svým dotekem vše měnila ve zlato. Tak zde zemřel i Lord Restimar. Ve filmové verzi se toto jezírko nacházelo na Dračím ostrově, tj. události ze dvou ostrovů byly spojeny do jednoho.

#### Rámandúův ostrov
Ostrov, na kterém pobýval Rámandú se svou dcerou. V PJP zde Kaspian našel poslední tři lordy, kteří byli uspáni, protože se vzájemně napadali.
Na ostrově byl Aslanův stůl, kam byl přenesen nůž, kterým Bílá čarodějnice v LČaS zabila Aslana na Kamenném stole. Zde se na Aslanův pokyn každý večer prostřela hostina.
Ve filmové verzi byla přidána zápletka, že k poražení zla je nutno na tento stůl položit meče všech sedmi lordů. Ten poslední patřící lordu Rhoopovi sem dopravil Eustác poté, co jej Aslan zbavil dračí podoby.

#### Temný ostrov
Ostrov, v jehož blízkosti se zhmotňovaly nejděsivější sny každého člověka. Zde byl nalezen Lord Rhoop, napůl šílený vyčerpáním z prožitých děsů.
Návštěva Temného ostrova i bitva s mořským hadem se v knižní verzi odehrála předtím, než hrdinové dopluli na Rámandúův ostrov; ve filmu naopak až poté jakožto klimaktická bitva filmu.

### Narnijské království

#### Aslanův vrch
Nezaměňovat s Aslanovou horou či Aslanovou zemí
Aslanův vrch je mohyla navršená kolem kamenného stolu poté, co děti odešly z Narnie na konci knihy Lev, čarodějnice a skříň. V knize Princ Kaspian tam měla ležení armáda Kaspianových věrných.

#### Bobří hráz
Sídlo pana Bobra a jeho manželky, kteří v knize Lev, čarodějnice a skříň pomohli dětem najít Aslanův tábor.

#### Cair Paravel
| Cair Paravel |                                 |
| ------------ | ------------------------------- |
| Typ          | Hlavní město/Hrad               |
| Umístění     | Východní Narnie                 |
| Obyvatelé    | Lidé, Mluvící bytosti           |
| Národ        | Narniané                        |
| Popis        | Hrad postaven asi v 11. století |

Cair Paravel je hrad a sídlo králů a královen Narnie. Byl postaven dávnými králi. Aslan předpověděl : "Až v Cair Paravel na trůn znova, usedne zas krev Adamova, nastane dobra vláda nová."
Je to velký hrad na pobřeží východního oceánu a kousek od delty narniské řeky.
Hrad se tyčí na kopci s terasami v různých výškách.
Velkého rozkvětu došlo při vládě čtyř králů- Petra, Zuzany, Edmunda a Lucie.
Z Cair Parevel se stalo hlavní město narniského národa.
Poté, co se děti Pevensiovy vrátily do našeho světa Cair Paravel začal chátrat neboť vlády se ujaly Telmarinové a přesunuly vládnoucí sídlo jinam.
Během té doby se z hradu stala zřícenina, celý zarostl břečťanem a stromy.
Až o 1000 let později Kaspián Desáty Mořeplavce, co vyhrál válku nad svým strýcem Mirazem se ujal vlády a obnovil sídlo a hrad Cair Paravel.
"No, já si nepamatuji na žádné zříceniny v Narnii." -Edmund

#### Kamenný stůl
Místo v lesích, kde byli tradičně popravováni zrádci. Zde se Aslan nechal zabít místo Edmunda. V Narnii však smrt nemá moc nad nevinným, který se obětoval dobrovolně, a proto stůl praskl a Aslan byl vzkříšen z mrtvých.
Kromě toho se v PJP posádka Jitřního poutníka doplavila na Rámandúův ostrov, kde byl stůl s kamenným nožem, který sem byl přenesen z prvně uvedeného kamenného stolu, aby zde byl v úctě uchován do konce světa.

### Telmar
Telmar je země, která byla dlouho opuštěná poté, co Aslan její obyvatele proměnil v tupá zvířata za zkažené chování. O mnoho staletí později do Telmaru prošli kouzelnou branou piráti z našeho světa. Jejich potomci (tzv. Telmařané) později vpadli do království Narnie, dobyli ji a původní obyvatele (kouzelné bytosti a mluvící zvířata) zahnali hluboko do lesů. Ti se přidali na stranu prince Kaspiana X., když jej pronásledoval jeho strýc Miráz.
V této situaci byli do Narnie posláni sourozenci Pevensieovi, kteří Kaspianovi pomohli na trůn a útisk narnijských bytostí tím skončil (kniha Princ Kaspian).
Telmařané se báli moře, proto místo v Cair Paravel vládli v jiném hradu ve vnitrozemí. Sedm Telmarských lordů bylo Mirázem vyhnáno; pátrání po nich je hlavním námětem knihy Plavba Jitřního poutníka.
Telmařané vládli Narnii mnoho let (cca 20 generací)[zdroj⁠?!]. Poslední narnijský král Tirian byl potomkem Kaspiana X. a tedy také Telmařan.